# Homeland (série de televisão)
Homeland é uma série de televisão estadunidense desenvolvida por Howard Gordon e Alex Gansa, baseada na série israelense Prisioneiros de Guerra (hebraico: חטופים, transl. Hatufim, lit. "abduzidos") criada por Gideon Raff.
O programa é estrelado por Claire Danes como Carrie Mathison, uma oficial de operações da CIA que passou a acreditar que um fuzileiro americano, o Sargento Nicholas Brody, interpretado por Damian Lewis, que era um prisioneiro de guerra da Al-Qaeda, passou para o lado inimigo e agora representa um significativo risco a segurança nacional.
A série é transmitida nos Estados Unidos pelo canal a cabo Showtime, sendo produzida pela Fox 21. Homeland estreou no dia 2 de outubro de 2011. Em Portugal, a primeira temporada da série estreou no dia 16 de Janeiro de 2012 no canal FOX, tendo a segunda temporada estreado no dia 8 de Outubro de 2012 no mesmo canal. No Brasil a série estreou em 4 de março de 2012 pelo canal por assinatura FX e 14 de janeiro de 2014 na TV aberta pela Rede Globo.

## Visão geral
Homeland segue Carrie Mathison, uma oficial de operações da CIA que, depois de conduzir uma operação não autorizada no Iraque, é colocada em liberdade condicional e transferida para o Centro Contraterrorista da CIA em Langley, Virgínia. Enquanto conduzia a sua operação no Iraque, Carrie foi avisada por uma fonte que um prisioneiro de guerra americano passou para o lado da Al-Qaeda. O seu trabalho é complicado quando o seu chefe, David Estes, a chama junto com seus colegas para uma reunião de emergência. Nela, Carrie descobre que Nicholas Brody, um sargento dos Fuzileiros Navais que desapareceu durante o serviço em 2003, foi resgatado durante uma incursão da Delta Force num complexo pertencente a Abu Nazir. Carrie passa a acreditar que Brody é o prisioneiro de guerra que sua fonte tinha falado. Entretanto, o governo federal e seus superiores consideraram Nicholas Brody como um herói. Percebendo que seria quase impossível convencer Estes a colocar Brody sob vigilância, Carrie pede ajuda da única pessoa que ela pode confiar, Saul Berenson. Os dois começam a trabalhar juntos para investigar Brody e impedir um novo ataque em solo americano.

## Elenco

### Principal
- Claire Danes como Carrie Mathison, uma oficial de operações da CIA transferida para o Centro Contraterrorista.
- Damian Lewis como Nicholas Brody, um sargento dos Fuzileiros Navais resgatado pela Delta Force depois de passar oito anos como prisioneiro da Al-Qaeda.
- Rupert Friend como Peter Quinn, agente secreto da CIA, responsável por queima de arquivo.
- Morena Baccarin como Jessica Brody, a esposa de Nicholas Brody.
- David Harewood como David Estes, o diretor do Centro Contraterrorista da CIA e o chefe de Carrie.
- Diego Klattenhoff como Mike Faber, um capitão dos Fuzileiros Navais. Ele era o melhor amigo de Brody que, depois de achar que ele estava morto, começou a namorar Jessica.
- Jamey Sheridan como William Walden, o vice-presidente dos Estados Unidos e antigo diretor da CIA.
- David Marciano como Virgil, um contato de Carrie.
- Navid Negahban como Abu Nazir, um alto membro da Al-Qaeda.
- Jackson Pace como Chris Brody, o filho de Jessica e Nicholas Brody.
- Morgan Saylor como Dana Brody, a filha de Jessica e Nicholas Brody.
- Mandy Patinkin como Saul Berenson, o chefe da Divisão do Oriente Médio da CIA e o antigo chefe e mentor de Carrie.

## Produção

### Desenvolvimento
Baseada na série israelense Hatufim, criada por Gideon Raff, Homeland foi desenvolvida por Howard Gordon e Alex Gansa no início de 2010. Em 19 de setembro de 2010, a Showtime encomendou um piloto para Homeland, sendo o primeiro projeto que David Nevins pegou desde que ele deixou a Imagine Entertainment para se tornar o presidente da Showtime. Gordon, Gansa e Raff escreveram o piloto, e Michael Cuesta o dirigiu, com Gordon, Gansa, Raff, Avi Nir e Ron Telem atuando como produtores executivos.
Em 7 de abril de 2011, a Showtime deu luz verde para a série com uma encomenda de 12 episódios. Junto com o anúncio da encomenda da série, também foi anunciado que Chip Johannessen se juntaria a série como produtor, enquanto Michael Cuesta, diretor do piloto, também serviria como produtor executivo.

### Seleção de elenco
Os anúncios em relação ao elenco começaram em novembro de 2010, com Claire Danes sendo a primeira contratada. Danes interpreta Carrie Mathison, "uma oficial da CIA batalhando seus próprios dêmonios psicológicos". O próximo a se juntar a série foi Mandy Patinkin como Saul Berenson, "o esperto Chefe de Divisão da CIA que é o principal defensor de Carrie no escalão superior da inteligência".
Morena Baccarin foi a próxima a ser escalada como Jessica Brody, "a esperta e forte esposa de Nick Brody". Em seguida vieram Damian Lewis e David Harewood, Lewis como Nick Brody, "que retorna para casa depois de passar oito anos como um prisioneiro de guerra em Bagdá, e Harewood como David Estes, "uma estrela em ascensão na CIA, o chefe de Carrie é o mais jovem diretor do Centro Contraterrorista na história da agência". Diego Klattenhoff, Morgan Saylor e Jackson Pace foram os últimos atores a se juntarem ao elenco principal, Klattenhoff como Mike Farber, "amigo próximo de Brody e também fuzileiro, ele estava convencido que Brody havia sido morto, que é como ele justifica ter se apaixonado por Jessica Brody", Saylor como Dana Brody, "a criança mais velha dos Brody", e Pace como Chris Brody, "o filho de treze anos" dos Brody.
Depois da primeira temporada ter sido encomendada, a Showtime anunciou que Laura Fraser não continuaria no elenco depois do piloto, com o papel de Jessica Brody sendo reescalado para Morena Baccarin. Posteriormente, a emissora anunciou que Jamey Sheridan, Navid Negahban, Amir Arison e Brianna Brown haviam se juntado a série como recorrentes. Sheridan como o Vice-presidente dos Estados Unidos, Negahban como Abu Nazir, Arison como o Príncipe Farid Bin Abbud e Brown como Lynne Reed.

### Filmagens
A série é filmada em Charlotte, Carolina do Norte, e seus arredores. A locação foi escolhida porque oferecia melhores incentivos fiscais do que outros locais, e por ser muito parecida com a Virgínia e Washington, D.C., onde a série se passa.

## Episódios
| Temporada | Temporada | Episódios | Exibição                | Exibição               | Lançamento de DVD e Blu-ray | Lançamento de DVD e Blu-ray | Lançamento de DVD e Blu-ray |
| Temporada | Temporada | Episódios | Estreia de temporada    | Final de temporada     | Região 1                    | Região 2                    | Região 4                    |
| --------- | --------- | --------- | ----------------------- | ---------------------- | --------------------------- | --------------------------- | --------------------------- |
|           | 1         | 12        | 2 de outubro de 2011    | 18 de dezembro de 2011 | 28 de agosto de 2012        | 10 de setembro de 2012      | 19 de setembro de 2012      |
|           | 2         | 12        | 30 de setembro de 2012  | 16 de dezembro de 2012 | 27 de agosto de 2013        | 23 de setembro de 2013      | —                           |
|           | 3         | 12        | 29 de setembro de 2013  | 15 de dezembro de 2013 | —                           | —                           | —                           |
|           | 4         | 12        | 5 de outubro de 2014    | 21 de dezembro de 2014 | —                           | —                           | —                           |
|           | 5         | 12        | 4 de outubro de 2015    | 20 de dezembro de 2015 | —                           | —                           | —                           |
|           | 6         | 12        | 15 de janeiro de 2017   | 9 de abril de 2017     | —                           | —                           | —                           |
|           | 7         | 12        | 11 de fevereiro de 2018 | 29 de abril de 2018    | —                           | —                           | —                           |
|           | 8         | 12        | 9 de fevereiro de 2020  | 26 de abril de 2020    | —                           | —                           | —                           |

## Recepção

### Crítica
O episódio piloto foi aclamado pela crítica, conseguindo uma nota agregada de 91/100 no Metacritic, baseado em 28 resenhas. Hank Steuver, do The Washington Post, deu ao piloto uma nota "A–", dizendo "O que faz Homeland se sobressair a outros dramas pós 11 de setembro é a estelar interpretação de Danes—facilmente a personagem feminina mais forte dessa temporada" e que "A segunda metade do primeiro episódio é emocionante". Escrevendo para o The Boston Globe, Matthew Gilbert disse que Homeland era sua série dramática nova favorita, dando-lhe uma nota "A". Ken Tucker da Entertainment Weekly deu a série um "A–", afirmando "É o quebra-cabeça mais intrigante e tenso da temporada de outono". A IGN deu a série uma resenha positiva, dizendo que ela era um "suspense campeão" que também conseguiu dizer algo significativo sobre a Guerra ao Terror.